# Van Buren Township (Jackson County, Iowa)
Die Van Buren Township ist eine von 18 Townships im Jackson County im Osten des US-amerikanischen Bundesstaates Iowa. Das U.S. Census Bureau hat bei der Volkszählung 2020 eine Einwohnerzahl von 1455 ermittelt.

## Geografie
Die Van Buren Township liegt im Osten von Iowa rund 15 km westlich des Mississippi, der die Grenze zu Illinois bildet. Die Grenze zu Wisconsin befindet sich rund 65 km nördlich.
Die Van Buren Township liegt auf 42°04′34″ nördlicher Breite und 90°22′16″ westlicher Länge und erstreckt sich über 94 km², die sich auf 93,5 km² Land- und 0,5 km² Wasserfläche verteilen. Durch den Nordwesten der Township fließt der Maquoketa River, ein rechter Nebenfluss des Mississippi.
Die Van Buren Township liegt im Südosten des Jackson County und grenzt im Süden an das Clinton County. Innerhalb des Jackson County grenzt die Van Buren Township im Westen an die Fairfield Township, im Nordwesten an die Jackson Township, im Norden an die Washington Township und im Osten an die Iowa Township.

## Verkehr
Durch den Süden der Van Buren Township führt in West-Ost-Richtung der Iowa Highway 64. Alle anderen Straßen sind entweder County Roads oder weiter untergeordnete und zum Teil unbefestigte Fahrwege.

Die nächstgelegenen Flugplätze sind der bei Savanna in Illinois rund 30 km östlich gelegene Tri-Township Airport, der rund 30 km südsüdöstlich gelegene Clinton Municipal Airport und der rund 30 km westlich gelegene Maquoketa Municipal Airport. Die nächstgelegene größeren Flughäfen sind der Dubuque Regional Airport (rund 60 km nordwestlich) und der Quad City International Airport (rund 90 km südlich).

## Bevölkerung
Bei der Volkszählung im Jahr 2010 hatte die Township 1547 Einwohner. Neben Streubesiedlung existieren in der Van Buren Township folgende Siedlungen (die sämtlich den Status „City“ besitzen):
- Miles1
- Preston
- Spragueville2

1 – teilweise in der Iowa Township

2 – teilweise in der Fairfield Township